# Concentratore di ossigeno

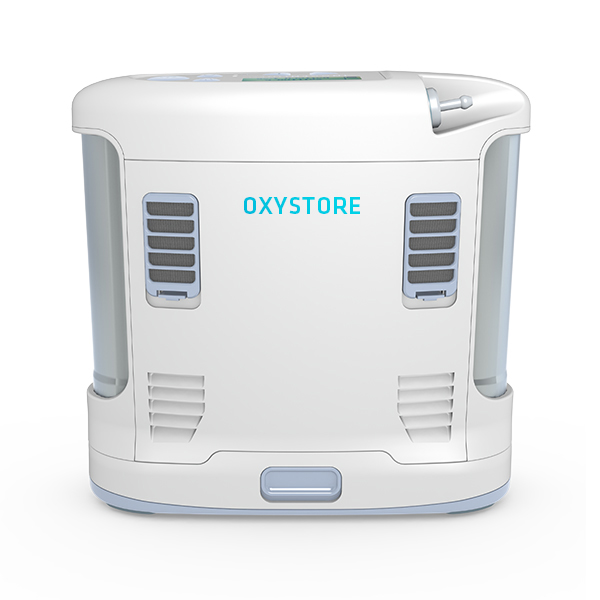
Un concentratore di ossigeno portatile

Un concentratore di ossigeno è un dispositivo in grado di produrre ossigeno a partire dall'ambiente circostante.
Generalmente un concentratore di ossigeno fa ricorso alla tecnologia nota come "adsorbimento dell'oscillazione di pressione", un processo fisico per la separazione di miscele di gas mediante adsorbimento sotto pressione. Questo tipo di apparecchio medicale viene ormai ampiamente utilizzato in ambito medicale al posto delle bombole di ossigeno liquido o gassoso, soprattutto nelle terapie domiciliari.

## Funzionamento
I concentratori di ossigeno funzionano basandosi sul principio del rapido adsorbimento dell'azoto dell'aria ambiente su un setaccio molecolare di zeolite, dovuto a variazione prodotta di pressione (PSA) atmosferica. L'azoto viene successivamente rilasciato con il ritorno della pressione a valori ambiente. Questo tipo di sistema di adsorbimento quindi è sostanzialmente un "filtro" per l'azoto che permette agli altri gas atmosferici di oltrepassare senza problemi il setaccio di zeolite.
Al termine di questo processo rimane quindi l'ossigeno ad elevata concentrazione, come gas principale residuo. La tecnologia PSA è una tecnica affidabile, veloce, conveniente ed economica per la generazione di ossigeno in piccola o media quantità, mentre la separazione criogenica standard si presta maggiormente alla produzione di volumi più elevati.
La zeolite porosa, ad elevate pressioni, adsorbe grandi quantità di azoto, a causa della sua grande superficie di contatto. In un secondo momento, dopo la separazione di ossigeno e degli altri gas che non sono adsorbiti, tramite un ulteriore passaggio l'azoto viene ad essere deadsorbito dal setaccio molecolare.
Un concentratore di ossigeno è semplicemente costituito da un compressore d'aria, due cilindri pieni di pellet di zeolite, un serbatoio di equalizzazione della pressione, e alcune valvole e tubi.
Nella prima metà del ciclo un primo cilindro riceve aria dal compressore, per un tempo di circa 3 secondi. Durante questo tempo la pressione nel primo cilindro aumenta dai livelli di quella atmosferica fino ad una pressione pari a circa due volte la normale pressione atmosferica (in genere 20 psi/138 kPa, ovvero 2,36 pressione atmosferica assoluta) e la zeolite si satura con l'azoto.
Una volta che nel primo cilindro, al termine della prima metà del ciclo, si è raggiunta una concentrazione prossima a quella dell'ossigeno puro (rimangono non setacciate dalla zeolite piccole quantità di argon, CO2, vapore acqueo, radon e altri componenti atmosferici minori), si apre una valvola e il gas arricchito di ossigeno fluisce al serbatoio di equalizzazione di pressione, che è collegato al tubo di ossigeno per il paziente.
Alla fine della prima metà del ciclo, si verifica un altro cambiamento di posizione della valvola, in modo che l'aria dal compressore è diretta verso il secondo cilindro. Nel momento in cui l'ossigeno arricchito si muove diretto al serbatoio, la pressione nel primo cilindro scende, la qual cosa permette all'azoto di essere deadsorbito e di tornare a diluirsi nell'aria ambientale.
Durante la seconda metà del ciclo si verifica un'altra variazione di posizione della valvola che permette al gas presente nel primo cilindro di sfiatare nell'aria ambiente. Nel contempo la concentrazione di ossigeno nel serbatoio di pressione di equalizzazione viene mantenuta e non discende al di sotto del 90% circa.
La pressione nel tubo che trasporta l'ossigeno dal serbatoio di compensazione fino al paziente è mantenuta costante grazie alla presenza di un riduttore di pressione.
Le vecchie unità di concentratori si caratterizzavano per un ciclo di un periodo pari a circa 20 secondi, e erano in grado di erogare fino a 5 litri al minuto di una miscela contenente ossigeno in percentuale superiore al 90%. A partire dal 1999 sono state poste in commercio unità in grado di fornire fino a 10 litri per minuto, con la medesima concentrazione.

## Applicazioni
I generatori di ossigeno tramite sistema PSA rappresentano una fonte di ossigeno economicamente conveniente. Sono più sicuri, meno costosi, e tendenzialmente più convenienti rispetto ai serbatoi di ossigeno criogenico od alle classiche bombole di ossigeno liquido. Essi trovano applicazione in diversi campi ed industrie oltre a quella medica, ad esempio in campo farmaceutico, del trattamento delle acque e nella produzione del vetro.
I concentratori di ossigeno portatili risultano più efficaci nella terapia domiciliare per pazienti affetti da insufficienza respiratoria cronica: le bombole di ossigeno liquido (stroller) hanno un'autonomia limitata che costringe il paziente a ritornare al proprio domicilio dopo poche ore. I concentratori di ossigeno portatili invece permettono al paziente di non avere limiti temporali in quanto sistemi di autoproduzione utilizzabili con la batteria oppure ovunque vi sia una sorgente di alimentazione elettrica (220V o 12V).

## Caratteristiche
I concentratori più recenti sono dispositivi tecnicamente realizzati per erogare aria arricchita di ossigeno fino al 90-95%, con variazioni non superiori a ±3% a seconda dell'entità del flusso. 
I concentratori di ossigeno si suddividono in 3 macrocategorie:
- Concentratori di ossigeno stazionari: sistemi di autoproduzione che funzionano mediante alimentazione elettrica diretta ed erogano ossigeno solamente in flusso continuo. Il peso massimo arriva a circa 25 kg e sono dotati di rotelle per la movimentazione. Sono indicati per pazienti allettati o con mobilità ridotta.
- Concentratori di ossigeno portatili: sistemi di autoproduzione che funzionano mediante alimentazione elettrica a corrente alternata/continua od a batteria ed erogano ossigeno solamente in flusso pulsato (l'ossigeno viene rilasciato quando il paziente inspira). Si portano a spalla ed il peso varia da 1 a 4 Kg. Sono indicati per pazienti ancora molto attivi e con flussi terapeutici contenuti (massimo 5 LPM).
- Concentratori di ossigeno trasportabili: sistemi di autoproduzione che funzionano mediante alimentazione elettrica a corrente alternata/continua od a batteria ed erogano ossigeno sia in flusso continuo che in flusso pulsato. Si trainano su carrellino ed arrivano a pesare 10 - 12 Kg. Sono indicati per pazienti non allettati , ma con patologie già evolute (es. pazienti fibrotici o BPCO gravi fino a 10 LPM).

Per motivi di sicurezza questi dispositivi sono dotati di un sistema di allarme che si attiva allorché, per qualsiasi motivo, l'erogazione di aria arricchita di ossigeno scende ad una concentrazione inferiore all'82%. Sempre per questioni di sicurezza il paziente che utilizza il dispositivo al proprio domicilio, al di fuori di ogni controllo sanitario, viene istruito a ricorrere ad una bombola di ossigeno gassoso in caso di emergenza e a richiedere aiuto qualificato per il controllo e la manutenzione del concentratore.
A livello clinico non vi è sostanziale differenza tra ossigeno medicale liquido ed ossigeno erogato da concentratore. L'ossigeno medicale liquido ha una purezza leggermente superiore rispetto a quella del concentratore (99,5% contro 93%), che è quasi ininfluente ai fini della terapia medica. A livello pneumologico l'ossigeno prodotto dai concentratori di ossigeno permette di raggiungere i medesimi risultati clinici ottenuti con l'ossigeno liquido, se non addirittura migliori qualora il paziente sia stato correttamente riabilitato.
Al di là delle piccole variazioni da modello a modello, si deve ricordare che la concentrazione dell'ossigeno fornito da questo tipo di dispositivi, può anche variare a seconda di quale flusso d'aria si intende far raggiungere alla bocca del paziente.
A titolo d'esempio, se un flusso di 1 litro/minuto è compatibile con una concentrazione di O2 da concentratore pari al 95% circa, aumentando il flusso fino a 5 litri/minuto la concentrazione di O2 decresce fino al 90% circa.
Normalmente questo decremento di concentrazione dell'ossigeno non ricopre alcun significato clinico, tuttavia è sempre buona norma rivalutare la saturazione d'ossigeno (SpO2) e la PaO2 anche dopo un adeguato periodo (circa mezzora) di respirazione con il flusso prescritto dal medico e erogato dal concentratore domiciliare.
La concentrazione d'ossigeno viene a ridursi anche a causa di altri fattori, tra cui principalmente difetti di funzionamento o problemi a carico dei filtri, specialmente del filtro antibatterico. Per questo motivo è comunque opportuno effettuare una adeguata manutenzione dell'apparecchio una volta al mese oppure ogni due mesi.
L'utilizzo del concentratore d'ossigeno comporta ovviamente un costo per il consumo di energia elettrica. Tale costo, calcolato per un apparecchio da 400 watt che funzioni per 20 ore al giorno, si aggira intorno ai 25-30 euro al mese. In alcuni paesi europei questa spesa viene rimborsata dal servizio sanitario.
Secondo alcune linee guida per l'ossigenoterapia a lungo termine non è consigliato ricorrere all'uso del concentratore di ossigeno nel caso il paziente necessiti di flussi superiori a 5 litri al minuto. Al di sotto di questo limite l'utilizzo del concentratore di ossigeno è certamente possibile anche se debbono essere sempre valutate le peculiari caratteristiche cliniche del paziente. Secondo alcuni studi i risultati migliori con questo tipo di device si hanno per flussi di ossigeno intorno ai 2 litri/minuto, ovvero flussi che consentono concentrazioni di O2 non inferiori al 95%.
Il progresso tecnologico sta favorendo lo sviluppo di numerosi concentratori di tipo portatile alimentati da batterie interne di tipo ricaricabile che producono un flusso di ossigeno non medicinale (la cui concentrazione è cioè inferiore al 99,5%) a flusso intermittente, in modalità pulsata (ovvero erogazione di ossigeno nella prima parte dell'inspirazione) oppure a richiesta (ossigeno erogato per tutta l'inspirazione).